# Monte Carmelo (municipalité)
Pour les articles homonymes, voir Monte Carmelo.
Monte Carmelo est l'une des vingt municipalités de l'État de Trujillo au Venezuela. Son chef-lieu est Monte Carmelo. En 2011, la population s'élève à 12 606 habitants.

## Géographie

### Subdivisions
La municipalité est divisée en trois paroisses civiles avec, chacune à sa tête, une capitale (entre parenthèses)
- Buena Vista (Buena Vista) ;
- Monte Carmelo (Monte Carmelo) ;
- Santa María del Horcón (Casa de Tabla).